# سن‌واکین (کالیفرنیا)
سن‌واکین (به انگلیسی: San Joaquin) شهری در شهرستان فرسنو ایالت کالیفرنیا است که در سرشماری سال ۲۰۱۰ میلادی، ۴۰۰۱ نفر جمعیت داشته‌است.